# Van Allen Probes
Pour les articles homonymes, voir Van Allen.
Les Van Allen Probes (initialement Radiation Belt Storm Probes ou RBSP) sont deux sondes d'une mission spatiale de la NASA lancée le 30 août 2012 qui analyse l'influence du Soleil sur la Terre et l'environnement spatial proche de la Terre en étudiant l'évolution des ceintures de radiation Van Allen qui entourent la Terre. Cette mission fait partie du programme Living With a Star dont l'objectif est l'étude des processus fondamentaux qui ont pour origine le Soleil et qui ont une incidence sur l'ensemble du Système solaire. Le programme s'intéresse plus particulièrement à l'incidence de l'activité solaire sur la météorologie spatiale qui peut affecter l'espace proche de la Terre et les missions d'exploration spatiale. La mission comprend deux satellites chargés de recueillir des données sur le comportement des électrons relativistes et des ions des ceintures de radiation lorsque le vent solaire et l'activité solaire évoluent. La mission s'achève le 18 octobre 2019 après avoir pratiquement épuisé les ergols utilisés par les satellites .

## Objectifs
Les objectifs scientifiques de la mission sont :
- découvrir les processus isolés ou combinés qui accélèrent et déplacent les ions et les électrons des ceintures de radiation Van Allen qui entourent la Terre et l'origine du déclenchement de ceux-ci.
- comprendre et quantifier la manière dont les électrons contenus dans les ceintures de radiation disparaissent de celles-ci et déterminer comment l'équilibre entre les processus d'accélération et de perte se réalise.
- comprendre les changements qui affectent les ceintures de radiations lors des orages magnétiques.

## Déroulement de la mission
La mission est gérée par le centre de vol spatial Goddard de la NASA. Le laboratoire Applied Physics Laboratory de l'université Johns-Hopkins construit les satellites et gère la mission. Celle-ci doit durer initialement 2 ans et pourrait atteindre 4 ans avec les extensions prévues. Les deux satellites stabilisés par spin ont été lancés par une fusée unique Atlas V 401.
Les deux satellites sont placés sur une orbite terrestre haute elliptique avec un périgée de 600 km et un apogée de 30 600 km et une inclinaison de 10°. Cette orbite leur permet de traverser les ceintures de radiation qui entourent la Terre et d'effectuer des observations in situ. La mission primaire avait une durée que de deux ans  car l'électronique est soumise à un fort flux de rayonnement durant la traversée des ceintures de Van Allen. Finalement les satellites ont survécu 7 ans et c'est l'épuisement des ergols utilisés pour contrôler leur trajectoire et leur orientation qui a mis fin à la mission. Auparavant le périgée est abaissé à 240 kilomètres de manière à garantir une rentrée atmosphérique dans moins de 15 ans pour ne pas encombrer l'orbite terrestre basse avec des débris spatiaux. Le satellite B est mis hors service le 19 juillet 2019 à 17 h 27 TU. Le satellite A est désactivé le 18 octobre 2019.

## Caractéristiques des satellites
La mission utilise deux satellites identiques (A et B). Le corps a la forme d'un prisme octogonal haut de 1,3 mètre, d'un diamètre de 1,8 m avec chacune des huit facettes longue de 0,9 mètre. La structure est réalisée en aluminium avec des panneaux en nid d'abeilles d'aluminium. Le satellite A a une masse de 647,6 kg tandis que le satellite B pèse 666,6 kg. La plate-forme du satellite B est plus lourde (463 kg) que celle du satellite A (444 kg). Le poids supplémentaire est dû à la présence des pièces mécaniques permettant de fixer le satellite A au satellite B. Chaque satellite par contre embarque la même masse d'instrumentation scientifique (129,6 kg) et d'ergols (56 kg). Quatre panneaux solaires de forme carrée (0,9 mètre de côté) sont attachés à la partie supérieure du satellite et sont déployés en orbite. Ils portent l'envergure de l'engin spatial à 3,2 mètres. Les cellules photovoltaïques couvrent une superficie totale de 3,2 m² qui fournissent 350 watts d'électricité. Le satellite est stabilisé par rotation avec une vitesse de rotation de 5 tours par minute. L'axe de rotation est grossièrement dirigé dans la direction du Soleil en maintenant un angle compris entre 15 et 27° par rapport à sa direction. Le système propulsif est utilisé pour corriger l'orbite, maintenir la vitesse de rotation et ajuster la vitesse relative des deux satellites. Il est composé de 8 petits moteurs-fusées MR-103G de Aerojet (depuis 2013, Aerojet Rocketdyne) d'une poussée de 0,9 newton. Ces propulseurs brûlent de l'hydrazine maintenue sous pression dans trois réservoirs identiques placés à égale distance de l'axe de rotation.
Les données scientifiques sont transférées aux stations terriennes en bande S avec un débit de 2 mégabits par seconde par l'intermédiaire de 3 antennes à faible gain disposées de manière à maintenir en permanence la liaison avec les stations terriennes. L'ensemble des données scientifiques et de télémesures recueillies au cours d'une journées peut être transféré en 2,5 heures. Durant le reste du temps, le satellite fournit des informations sur la météorologie spatiale. Le satellite déploie en orbite plusieurs antennes : les capteurs du magnétomètre sont portés par des perches diamétralement opposées qui prolongent deux des panneaux solaires et portent l'envergure de la sonde à 8,1 mètres. Deux perches axiales de l'instrument EFW et perpendiculaires au plan des panneaux solaires portent la hauteur du satellite à 12 mètres. Enfin, quatre antennes longues chacune de 50 mètres sont fixées sur les quatre facettes qui ne sont pas occupées par les panneaux solaires. L'avionique utilise un microprocesseur RAD750 de BAE Systems radio-durci disposant de 16 mégaoctets de mémoire vive pour son fonctionnement et de 16 gigaoctets de mémoire de masse en SDRAM pour le stockage des données. Les interfaces sont gérées par un microprocesseur RTAX2000 FPGA.

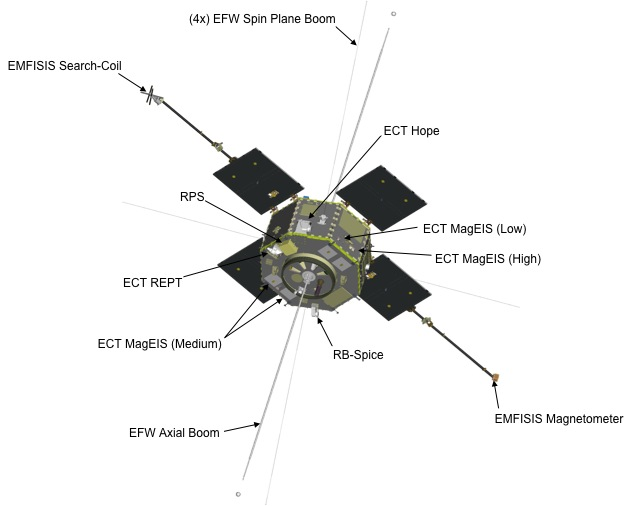
Schéma montrant le positionnement des capteurs des instruments scientifiques sur une sonde Van Allen.

## Instrumentation scientifique

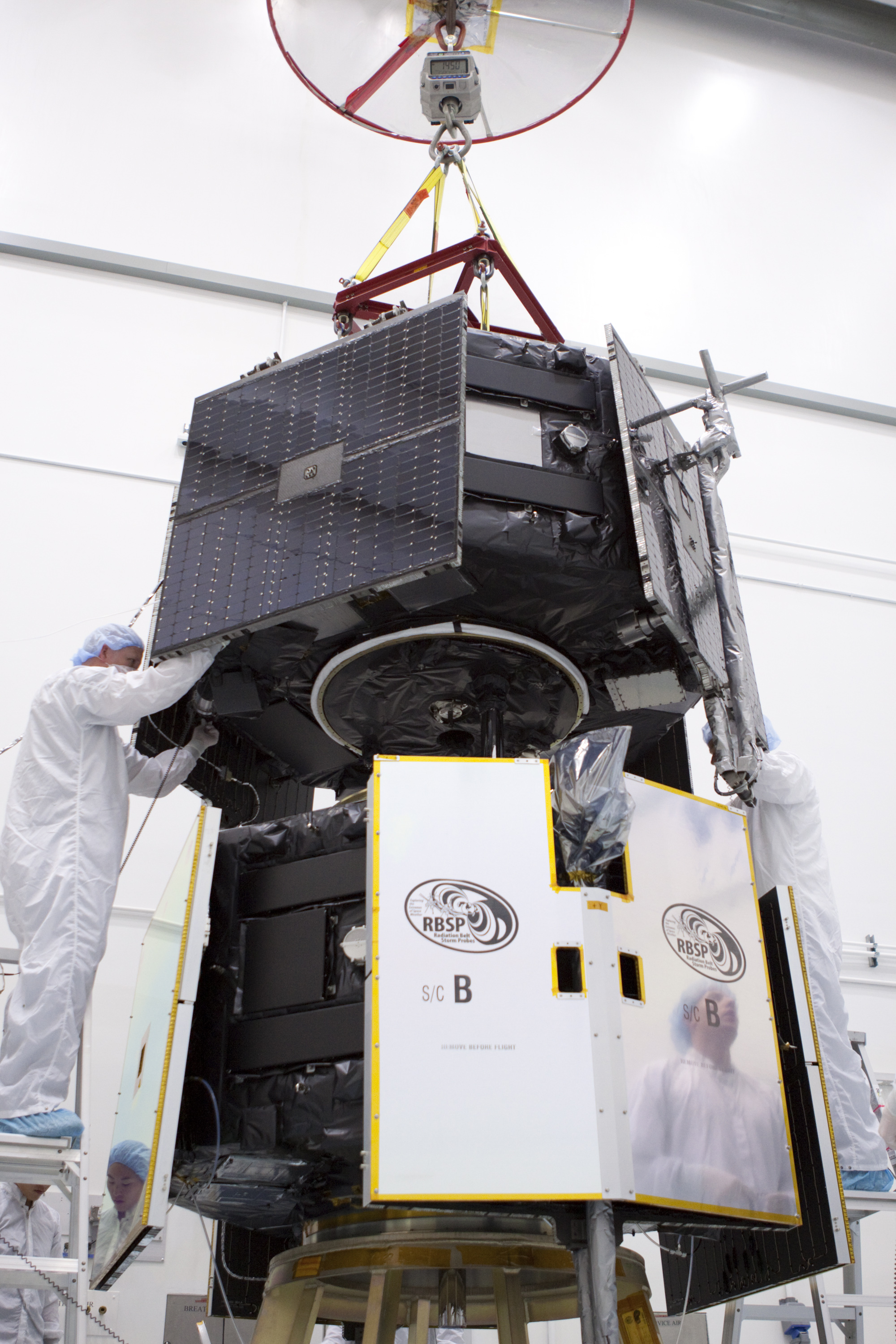
Les deux sondes Van Allen en cours d'assemblage avant le lancement.

Cinq instruments scientifiques sont embarqués sur chaque satellite :
1. Energetic Particle, Composition, and Thermal Plasma (ECT)  [6] est une suite de 3 instruments qui mesurent l'énergie, la composition et les vecteurs de déplacement des ions et électrons présents dans les ceintures de radiation. Il comprend :
  - l'instrument MagEIS (Magnetic Electron Ion Spectrometer) qui mesure les électrons dont l'énergie est comprise entre 30 keV et 4 MeV et les ions dont l'énergie est comprise entre 20 keV et 1 MeV.
  - l'instrument HOPE (Helium Oxygen Proton Electron ) qui mesure les électrons, les protons et les ions d'hélium et d'oxygène dont l'énergie est inférieure ou égale à 20 eV et ceux dont l'énergie est supérieure ou égale à 45 keV.
  - l'instrument RPT (Relativistic Electron Proton Telescope qui mesure les électrons dont l'énergie est comprise entre 4  et   10 MeV et les protons dont l'énergie est comprise entre 20  et   75 MeV.

  1. Electric and Magnetic Field Instrument Suite and Integrated Science (EMFISIS) est une suite d'instruments comprenant deux types de magnétomètre permettant de mesurer le champ magnétique local ainsi que les ondes de plasma[7].
2. Electric Field and Waves Instrument (EFW) est une suite d'instruments permettant de mesurer les champs électriques qui transmettent leur énergie aux particules des ceintures de radiation et modifient la structure de la magnétosphère interne[8].
3. Radiation Belt Storm Probes Ion Composition Experiment (RBSPICE) mesure les courants annulaires créés par les orages magnétiques[9].
4. Relativistic Particle Spectrometer (RPS) fourni par le NRO, mesure les protons dont l'énergie est comprise entre 50 MeV et 2 GeV[10].

## Segment terrestre
Les satellites transmettent leurs données à trois stations terriennes. La principale station, qui dispose d'une antenne parabolique de 18 mètres de diamètre, est située sur le site du laboratoire APL de l'université Johns-Hopkins à Laurel au Maryland. Les deux autres stations font partie du réseau Universal Space Network et comprennent deux antennes paraboliques de 13 mètres situées à Hawaï et en Australie.

## Résultats
Dès les premiers jours de la mission, les satellites permettent de découvrir une troisième ceinture de radiations s'ajoutant en période d'activité solaire intense aux deux ceintures de Van Allen déjà connues. Selon le responsable scientifique de la mission, la mission permet de réviser complètement la physique des ceintures de radiations en mettant en évidence des caractéristiques qui étaient jusque là invisibles et en découvrant de nombreux mécanismes physiques déclencheurs de ralentissement et d'accélération des rayonnements.